# Chantal Camara
Pour les articles homonymes, voir Camara.
Chantal Camara Nanaba, née en 1954, est une juge ivoirienne, présidente du Conseil constitutionnel depuis juillet 2023.

## Formation
Chantal Camara est née en 1954.
Chantal Camara a été élève au lycée d'Agboville.

## Carrière

### Dans le système judiciaire
Elle a été doyenne des juges d'instruction.
En juillet 2011, elle est nommée présidente de la Chambre judiciaire de la Cour suprême après Tia Koné, un magistrat proche du général Guéï,.
Le 24 avril 2019, elle est nommée présidente de la Cour de cassation à la suite des juges Pierre Kobo Claver, Koné Mamadou et Francis Wodié.
En mai 2020, elle est nommée présidente du Conseil supérieur de la magistrature pour un mandat de 3 ans par le président de la République Alassane Ouattara,.
Elle crée aussi la Fondation pour le développement de la justice en Afrique (FDJA) qui a pour but de promouvoir l'accès à la justice et le respect des droits de l'homme.
Le 9 mai 2023, elle est nommée présidente du Conseil constitutionnel par décret pour un mandat de 6 ans non renouvelable, alors qu'elle est magistrate hors hiérarchie de groupe 1 échelon unique. L'annonce est faite par le ministre secrétaire général de la Présidence Abdourahmane Cissé. Chantal Camara succède à Mamadou Koné. Le poste est vide depuis deux ans à la suite d'un « imbroglio politico-judiciaire ». Elle prend ses fonctions le 21 juillet 2023.

### Dans la justice encadrant les élections présidentielles
Elle est membre de la Commission électorale indépendante (CEI) avec laquelle elle avait participé aux élections présidentielles de 2015.

## Décoration
- Juin 2013 : l'ordre du mérite national de Côte d'Ivoire en reconnaissance de ses services rendus avec abnégation[10]
- Brevet de distinction de la Grande chancelière, Henriette Dagri Diabaté, pour son engagement dans ses fonctions[10]